# I-177 (sous-marin)
L'I-177  (イ-177) est un sous-marin de classe Kaidai (海大型潜水艦, Kaidai-gata sensuikan) de la sous-classe Kaidai VII (海大7型（伊七十六型/伊百七十六型）, Kaidai-nana-gata, classe I-76/I-176) en service dans la marine impériale japonaise durant la Seconde Guerre mondiale.
Il a été coulé par le destroyer d'escorte USS Samuel S. Miles le 3 octobre 1944, sans aucun survivant.

## Contexte
Après la Première Guerre mondiale, la marine impériale japonaise a réévalué l'utilisation de la guerre sous-marine comme élément de stratégie de flotte en raison du déploiement réussi de croiseurs-sous-marins à long rayon d'action pour les raids commerciaux des principales marines de combat. Les stratèges japonais en sont venus à réaliser les possibilités d'utilisation de l'arme pour la reconnaissance à longue portée, et dans une guerre d'usure contre une flotte ennemie qui s'approchait du Japon. Deux grands sous-marins japonais à longue portée avaient déjà été construits dans le cadre du programme de la flotte des Huit-six en tant que prototypes (I-51 et I-52), mais l'arrivée le 20 juin 1919 de sept U-boote allemands reçus par le Japon en réparation de guerre à la fin de la Première Guerre mondiale a conduit à une refonte complète. Les Japonais ont rapidement embauché des centaines d'ingénieurs et de techniciens de sous-marins allemands et d'anciens officiers de sous-marins allemands au chômage à la suite de la défaite de l'Allemagne pendant la Première Guerre mondiale, et les ont fait venir au Japon dans le cadre de contrats de cinq ans. L'ONI (Office of Naval Intelligence) américain a estimé que quelque 800 conseillers allemands s'étaient rendus au Japon à la fin de 1920. Les Japonais ont également envoyé des délégations en Allemagne, et 
ont participé activement à l'achat de nombreux brevets.

## Description
Les sous-marins de la sous-classe KD7 étaient des sous-marins d'attaque à moyenne portée développés à partir de la sous-classe KD6 précédente. La dernière version de la classe Kaidai a été élaborée en 1939. La construction s'étalant entre 1942 et 1943, la décision avait été prise à la suite du quatrième plan de réarmement japonais. Les tubes lance-torpilles arrières ont été supprimés pour en placer six à l'avant. L'endurance de ces navires a été portée à 75 jours.
Ils ont un déplacement de 1 656 t en surface et 2 644 t en immersion. Les sous-marins mesuraient 105 mètres de long, avaient une largeur de 8,25 mètres et un tirant d'eau de 4,58 mètres. Les sous-marins permettaient une profondeur de plongée de 80 m et avaient un effectif de 86 officiers et membres d'équipage.
Kampon a été retenu comme fabricant des moteurs diesel Mk.1B Model 8, dont les performances étaient supérieures de 30% à celles des moteurs des premières sous-classes. Pour la navigation de surface, les sous-marins étaient propulsés par deux moteurs diesel de 4 000 cv (2 950 kW), chacun entraînant un arbre d'hélice. En immersion, chaque hélice était entraînée par un moteur électrique de 900 chevaux-vapeur (671 kW). Ils pouvaient atteindre 23,1 nœuds (42,8 km/h) en surface et 8 nœuds (14,8 km/h) sous l'eau. En surface, les KD7 avaient une autonomie de 8 000 milles nautiques (15 000 km) à 16 nœuds (30 km/h); en immersion, ils avaient une autonomie de 50 milles nautiques (193 km) à 5 nœuds (9,3 km/h).
Les sous-marins étaient armés de 6 tubes lance-torpilles internes de 53,3 cm, tous à l'avant. Ils transportaient une recharge pour chaque tube, soit un total de 12 torpilles Type 95. Ils étaient également armés d'un canon de pont de 120 mm (L/40) Type 11e année pour le combat en surface et de 2 canons anti-aérien de 25 mm Type 96.

## Construction
Construit par le chantier naval Kawasaki à Kobe au Japon, le I-177 a été mis sur cale le 10 mars 1941 sous le nom de sous-marin no 155. Il est renommé I-77. le 17 décembre 1941 et provisoirement rattaché au district naval de Sasebo. Il a été lancé le 20 décembre 1941 et renommé I-177 le 20 mai 1942. Il a été achevé et mis en service le 28 décembre 1942.

## Historique
Mis en service le 28 décembre 1942, le I-177 est rattaché au district naval de Sasebo et affecté à l'escadron de sous-marins de Kure. Le capitaine de frégate (海軍中佐 (Kaigun-chūsa)) Nakagawa Hajime est le 1er commandant du sous-marin.
Le 25 février 1943, il est réaffecté à la 22e division de sous-marins du contre-amiral (plus tard vice-amiral), le marquis Daigo Tadashige avec les I-178 et I-180, rattaché à l'escadron de sous-marins de Kure.
Le 15 mars 1943, la 22e division de sous-marins est réaffectée au 3e escadron de sous-marins du contre-amiral Komazawa Katsumi.
Le 10 avril 1943, il quitte Truk pour sa première patrouille de guerre afin de patrouiller au large de la côte est de l'Australie avec les I-178 et I-180. Le 26 avril 1943, à 17 milles nautiques (32 km) au sud-est du cap Byron, près de Brisbane, le I-177 coule le cargo britannique SS Limerick de 8 724 tonneaux à la position géographique de 28° 54′ S, 153° 54′ E. Le Limerick naviguait dans un convoi escorté et son escorte largue deux grenades sous-marines, mais elles ne causent aucun dommage.
Le 14 mai 1943, à 20 milles nautiques (39 km) au est-nord-est de l'île Stradbroke-Nord, le I-177 navigue à la surface à l'Est de Brisbane. À 4h10, le Capitaine de frégate Nakagawa installe et lance une torpille sur le navire-hôpital australien AHS Centaur de 3 222 tonnes, en route de Sydney via Cairns vers Port Moresby, en Nouvelle-Guinée, avec 333 personnes à bord. Mis à feu, le Centaur coule en seulement trois minutes par 550 mètres de fond à la position géographique de 27° 17′ S, 154° 05′ E. Le I-177 fait surface à proximité, mais le commandant Nakagawa ne prend aucune mesure pour ou contre les survivants. Cette attaque est considérée comme un crime de guerre. Le 3 mai 1943, le I-177 est de retour à Truk.

Le 15 mai 1943, un avion de recherche Avro Anson repère les survivants accrochés aux débris. Le destroyer USS Mugford quitte Brisbane et à 14h00 sauve 64 survivants du Centaur.
Le 19 septembre 1944, le I-177 quitte Kure pour sa quatrième patrouille de guerre avec le commandant de la 34e division de sous-marins, le capitaine (vice-amiral, à titre posthume) Matsumura Kanji, à son bord. Le I-177 doit patrouiller au large de Palaos, de Halmahera, Nei et de Mindanao, aux Philippines. Le 24 septembre 1944, il arrive dans sa zone de patrouille assignée au large des Palaos, mais est redirigé pour reconnaître Ulithi. 

Le 1er octobre 1944, le I-177 revient d'Ulithi. Dans la soirée, l'hydravion Martin PBM-3D Mariner du VPB-16 du Lieutenant Floyd H. Wardlow, Jr. établit un contact radar sur un sous-marin. À l'approche, le sous-marin s'immerge, mais une identification positive est faite. Le PBM Mariner largue une torpille acoustique Mark 24 Fido qui endommage gravement le I-177. Le PBM Mariner transmet la localisation de la cible à un Groupe Hunter-killer (groupe de chasseurs-tueurs) qui recherchent le sous-marin.

Le 3 octobre 1944, au nord-nord-est d'Angaur, à 3h11, le radar du porte-avions d'escorte USS Hoggatt Bay du capitaine W. V. Saunders détecte un contact à 20 000 mètres. Saunders détache le destroyer USS Samuel S. Miles du Lieutenant Commander H. G. Brousseau de son escorte pour enquêter. À 4h40, les vigies du Samuel S. Miles aperçoivent un sous-marin à la surface. Brousseau attaque le I-177 alors qu'il est en train de s'immerger. Le Samuel S. Miles acquiert le I-177 au sonar et attaque avec une salve de 24 charges de projecteur Mark 10 "Hedgehog" lancées en avant. Une deuxième salve coule le I-177 à la position géographique de 7° 48′ N, 133° 28′ E, à seulement 10 milles nautiques (19 km) environ de la première attaque du PBM Mariner. L’ensemble de l'équipage trouve la mort à la suite de l'attaque.
Le 4 octobre 1944, le I-177 ne répond pas à un appel de signal radio pour revenir après avoir terminé la reconnaissance de Ulithi. Le 18 novembre 1944, il est présumé perdu avec les 101 membres d'équipage dans la région de Palaus.
Le capitaine Matsumura est promu à deux grades au grade de vice-amiral, à titre posthume, et le capitaine de corvette Watanabe est promu commandant, à titre posthume.
Le 1er mars 1945, il est retiré de la liste de la marine.

### Crime de guerre
Après la fin de la guerre du Pacifique, les enquêteurs australiens sur les crimes de guerre ont cherché à savoir si le I-177 et son commandant Nakagawa étaient responsables du naufrage du navire-hôpital australien Centaur. Le Centaur a été torpillé au large de la côte est australienne le 14 mai 1943, la torpille a mis le feu à un réservoir de carburant, mettant le navire en feu. Il a roulé sur bâbord et a coulé en 3 minutes. Sur les 332 membres d'équipage, patients, personnel médical et passagers à bord, 268 sont morts - seuls 64 ont été sauvés.
Le commandant Hajime Nakagawa a survécu à la guerre car il avait été transféré du I-177 avant qu'il ne soit coulé. Plusieurs des enquêteurs ont soupçonné que Nakagawa et le I-177 étaient très probablement responsables, mais ils n'ont pas pu l'établir au-delà de tout doute raisonnable. Cependant, Nakagawa a été accusé d'avoir ordonné le mitraillage des survivants de navires torpillés à trois dates différentes en février 1944. Il fut reconnu coupable et condamné à quatre ans d'emprisonnement à la prison de Sugamo en tant que criminel de guerre de classe B. Nakagawa refusa de parler du naufrage du Centaur, même pour se défendre. Il est mort en 1991.